# Wayne Mixson
Wayne Mixson, właśc. John Wayne Mixson (ur. 16 czerwca 1922 w New Brockton, zm. 8 lipca 2020 w Tallahassee) – amerykański polityk związany z Partią Demokratyczną.
Mixson urodził się w New Brockton w stanie Alabama, ale mieszkał na Florydzie. W czasie II wojny światowej służył w marynarce wojennej. Po wojnie studiował na Uniwersytecie Columbia i na Uniwersytecie Pensylwanii. W roku 1947 ożenił się z Margie Grace.
Jego kariera polityczna zaczęła się od wybrania go w skład stanowej izby reprezentantów. W 1979 r. został wybrany wicegubernatorem u boku Boba Grahama. Wybrano ich ponownie w 1982, kiedy to Mixson został także stanowym sekretarzem handlu.
W wyborach w listopadzie 1986 gubernator Graham został wybrany w skład senatu USA, dlatego też 3 stycznia następnego roku musiał ustąpić ze stanowiska. Zaprzysiężenie nowego gubernatora – republikanina Roberta Martineza – przypadało na 6 stycznia, tak więc Mixson został gubernatorem na trzy dni.
W roku 2004 były gubernator Mixson wyłamał się z partyjnej dyscypliny i poparł reelekcję prezydenta George’a W. Busha.